# 템페스트 (암호명)
템페스트(TEMPEST)는 미국 국가안보국의 사양이자 NATO(북대서양 조약 기구)의 인증의 하나로, 의도치 않은 무선 및 전기 신호, 소리, 진동을 포함한 정보 유출을 통해 정보 시스템을 도청하는 것을 의미한다. 템페스트는 다른 사람들을 도청하는 방식, 그리고 첩보 활동 등으로부터 장비를 보호하는 방법 두 가지를 아우른다. 이러한 보호 노력은 EMSEC(emission security)라고도 하며 이는 COMSEC(communications security)의 일부에 속한다.
컴퓨터 산출물을 도청하는 NSA 방식이 분류되어 있으나 보호 표준 중 일부는 NSA나 미국방부에 의해 공개되고 있다.
첩보 활동으로부터 장비를 보호하는 일은 거리, 차폐, 필터링, 마스킹 방식을 통해 수행된다. 템페스트 표준들은 벽과 장비의 거리, 건물과 장비의 차폐의 정도, 분류/비분류 정보를 전달하는 회선의 구별, 케이블의 필터, 회선이나 장비, 건물 파이프 간 거리와 차폐까지도 의무화한다. 노이즈를 통해 실제 데이터를 마스킹함으로써 정보를 보호할 수도 있다.
TEMPEST 대부분이 전자기 방사물에 관한 것이지만, 소리와 전기적 진동도 아우른다. 이를테면, 스마트폰 내의 모션 센서를 사용하여 사용자의 키눌림을 기록할 수 있다.

## 같이 보기
- 컴퓨터 보안
- 에셜론
- MIL-STD-461
- 부채널 공격